# Olderfleet Castle

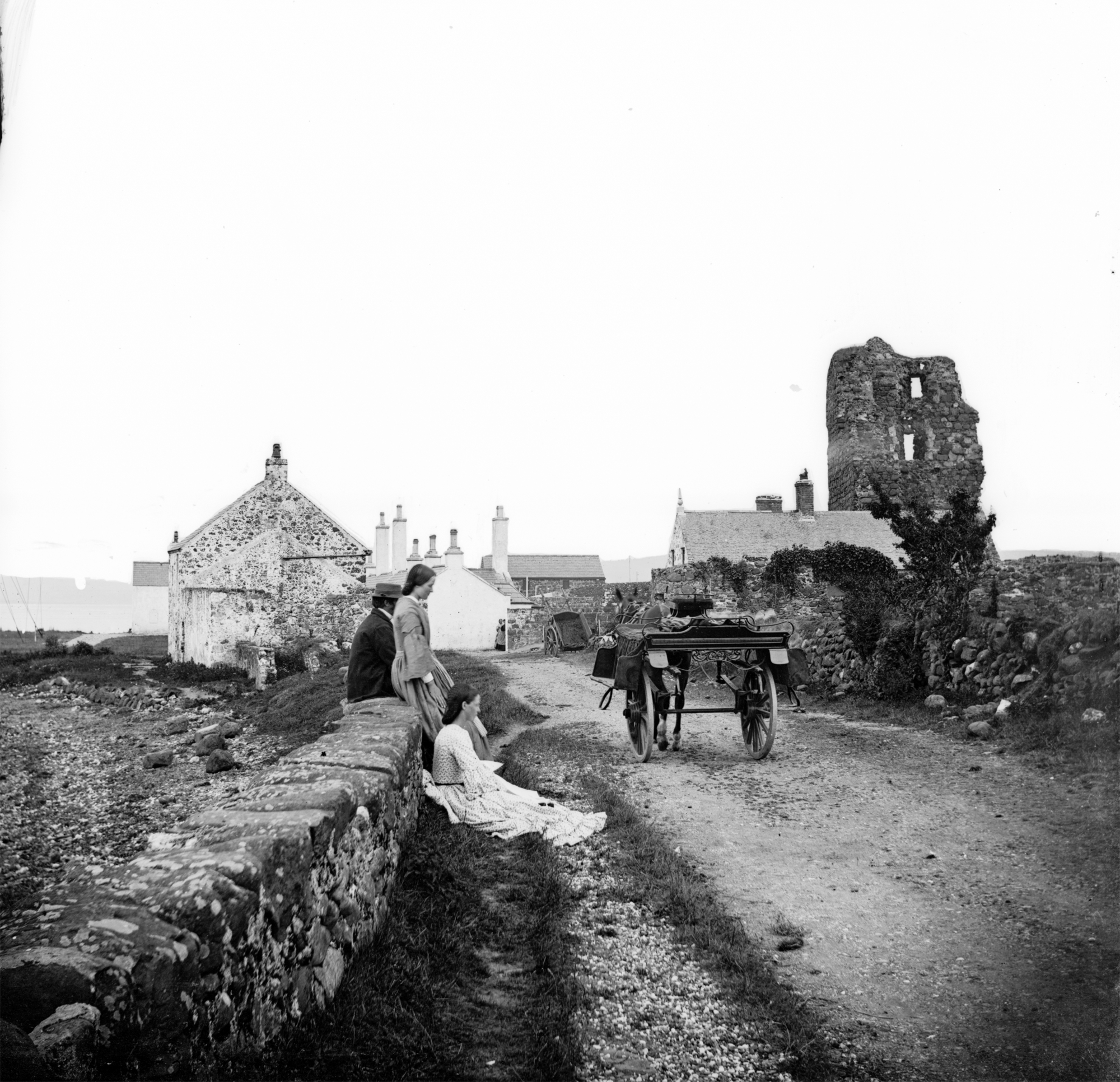
Ruinen von Olderfleet (ca. 1860–1883).

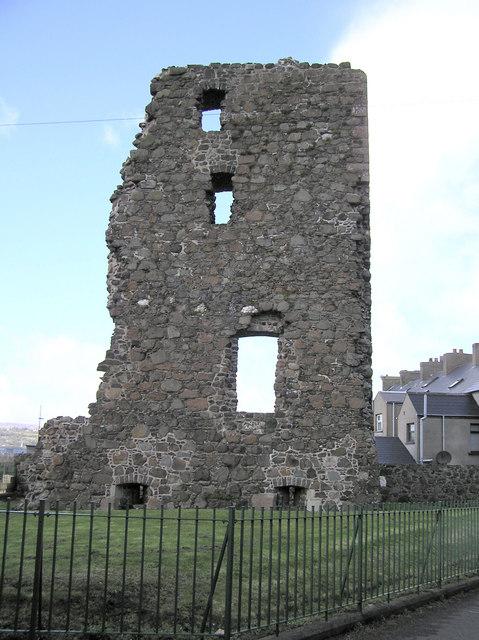
Olderfleet Castle, 2006

Olderfleet Castle ist eine Burgruine am Curran Point südlich des Hafens von Larne im nordirischen County Antrim. Der Ortsname „Olderfleet“ ist eine Verballhornung des Wikingernamens Ulfrecksfiord (oder Ulfried's Fjord).
Der vierstöckige Wohnturm ist ein State Care Historic Monument im Townland von Curran and Drumaliss im District Mid and East Antrim.

## Geschichte
Den Wohnturm ließ möglicherweise die schottisch-irische Familie Bissett aus Glenarm um 1250 errichten, wenn man auch diese Ruinen eher dem Curran Castle, einem Wohnturm aus den 1500er-Jahren, zurechnet. Auf einer Landkarte von 1610 hieß er Coraine Castle.
1315 landete Edward Bruce mit seiner 6000 Mann starken Armee hier, als er Irland einnehmen wollte, und wurde von den Bissetts willkommen geheißen. Königin Elisabeth I. maß der Burg eine so große strategische Bedeutung zu, dass sie sie für die Krone einnehmen ließ und Sir Moyses Hill 1569 zu ihrem Gouverneur ernannte. 1597 wurde die Burg von den McDonnells beansprucht und 1598 wurde sie abgerissen.
Die heutige Burg wurde vermutlich um 1612 errichtet. 1621 wurde sie Sir Arthur Chichester zu Lehen gegeben und verblieb in dessen Familie, bis sie 1823 William Agnew pachtete. James Chaine erwarb das Pachtrecht 1865. Im Jahre 1938 ging die Burg in die Hände des Staates über.

## Konstruktion
Die Überreste des vierstöckigen Wohnturmes beschränken sich heute auf einen Teil des Turmes mit einem Paar Schießscharten im Untergeschoss. Die Ruine mit quadratischem Grundriss zeigt, dass die Mauern nur einen Meter dick waren. Außerdem gibt es keine Wohnausstattung, was darauf schließen lässt, dass sie als befestigtes Lagerhaus und Wachturm gebaut worden sein könnte.